# D&W
Die D&W The Motion Corporation GmbH & Co. KG, bis 2009 D&W Auto, Sport + Zubehör Handelsgesellschaft mbH & Co. KG, ist ein deutsches Unternehmen für Autozubehör, Auto-Ersatzteile, Autoreparaturen, EU-Neuwagen und Modellfahrzeuge mit Sitz in Bochum.

## Geschichte

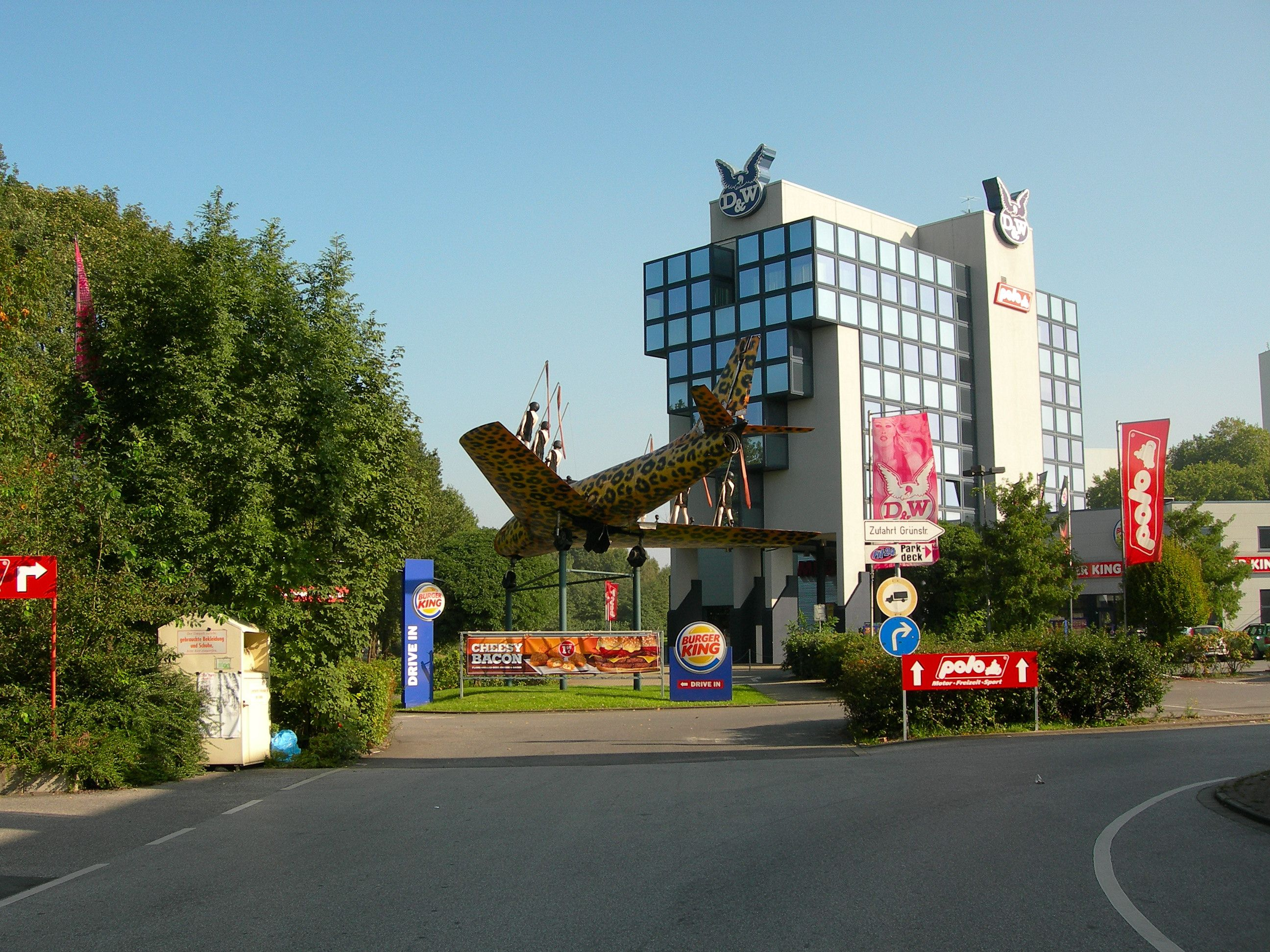
D&W, Bochum-Dückerweg. Im Vordergrund eine F-86 Sabre

D&W, benannt nach den Anfangsbuchstaben der Vornamen der Firmengründer Detlef Sokowicz und Werner Bauer, wurde am 1. Juli 1971 in Dortmund als Autozubehörshop gegründet.
Am 1. April 1978 zog das Unternehmen nach Bochum-Wattenscheid. 1984 wurde mit dem Aufbau des zusätzlichen Franchise Vertriebs in den Geschäftsräumen von Partnergeschäften („Shop-in-Shop-Kette“) begonnen und ein Jahr darauf eine eigene Filiale in Frankfurt am Main gegründet. 1990 wurde mit dem Aufbau eines Netzes mit D&W-Centern, 1992 des Netzes mit D&W Points begonnen.
Das Hauptgeschäft von D&W in Bochum war einer der Drehorte des 1991 entstandenen Spielfilms Manta Manta. Auch der im Film von Til Schweiger als Bertie gefahrene Opel Manta ist mit Teilen von D&W ausgestattet und am von Martin Armknecht als Axel gefahrenen Mercedes sind verschiedene Anbauteile von D&W verbaut.
Die Filiale in Bielefeld wurde 1995 eröffnet und darauf zwei weitere Filialen in Kassel und Berlin. Insgesamt wurden nach Unternehmensangaben im Jahr 2000 rund 230.000 Produkte angeboten.
Am 1. Juli 1996 verkaufte der Unternehmensgründer Werner Bauer nach 25 Jahren seine Unternehmensanteile. 1998 wurden die zwei zusätzlichen Tuningmarken H & M Tuning GmbH & Co. KG und BetaTec GmbH in die Unternehmensgruppe eingeführt und im Geschäftsjahr 2000 konnte das Unternehmen einen Jahresumsatz von 80 Millionen Euro verzeichnen, der nach 2001 mit dem Internetauftritt als D&W Car Design Company und durch Hinzukommen des Ersatzteilportals D&W-Repair (gemeinsam mit Ottomobil), des D&W Camping-Caravan Store und dem EU-Neuwagen-Marken-Discount D&W C@rs auf über 87 Millionen Euro gesteigert wurde.
Neben den vier Filialen in Bochum, Frankfurt am Main, Berlin und Bielefeld, etwa 50 D&W-Zentren und über 200 D&W-Verkaufspunkten am Standort Deutschland besaß das Unternehmen 2003 auch Vertretungen in Polen, den Niederlanden, der Schweiz und Österreich und hatte weltweit über 350 Outlets. Damals gehörten die D&W-Einzelfirmen zur SF Unternehmensbeteiligungsgesellschaft mbH in Essen, deren Geschäftsführer Detlef Sokowicz war.
2007 wurde D&W an die Suprimmo S.A. mit Sitz in Luxemburg veräußert. Der neue Geschäftsführer ist Heinz Völker.
Am 9. Januar 2009 wurde bekannt, dass D&W vor dem Bochumer Amtsgericht Insolvenz beantragen musste. Als Gründe für diesen Abschwung wurden neben der verschärften Wettbewerbssituation und der erschwerten Markterschließung durch das Internet die Finanzkrise und die Krise der Automobilbranche genannt, welche bisher in diesen Bereichen des internationalen Marktes bereits rezessive Schäden anrichtete. Der daraus resultierende flächendeckende Kaufkraftverlust verursachte regelrechte Umsatzeinbrüche. Im Rahmen der Prüfung des Insolvenzantrages durch das Bochumer Amtsgericht wurde Rechtsanwalt Frank Imberger zum Insolvenzverwalter ernannt. Nach dessen Plänen bestand noch die Möglichkeit, das Unternehmen zu sanieren und damit auch die 55 gefährdeten Arbeitsplätze zu erhalten. Am 1. Juli 2009 wurde das operative Geschäft auf die neue Gesellschaft D&W The Motion Corporation GmbH & Co. KG übertragen und das Insolvenzverfahren abgewendet.
2011 verfügt D&W über Filialen in Bielefeld, Kassel und Berlin. Außerdem gibt es zwölf D&W-Center und 23 D&W-Points in Deutschland sowie Vertretungen in Polen, den Niederlanden, der Schweiz und Österreich. Weltweit existieren 200 Outlets in 21 Ländern.

## D&W-Katalog
Der auch im Buch- und Zeitschriftenhandel angebotene D&W-Katalog (damaliger Verkaufspreis 14,00 DM) hatte im Jahr 1996 eine Auflage von etwa 700.000 Stück. 2009 wurden noch 300.000 Stück verkauft. Er enthält neben den angebotenen Tuningartikeln zahlreiche Fotografien getunter Fahrzeuge in Verbindung mit erotisch posierenden weiblichen Fotomodellen (D&W-Girls, unter anderem fotografiert von Jens Brüggemann) und genießt unter anderem deshalb besondere Bekanntheit. So trat beispielsweise Daniela Katzenberger als D&W-Girl in Erscheinung.